# Cameroon Airlines
Cameroon Airlines was tot 2008 een luchtvaartmaatschappij uit Kameroen met haar thuisbasis in Douala.

## Geschiedenis
Cameroon Airlines is opgericht in 1971 door de overheid in Kameroen nadat Kameroen zich had teruggetrokken uit Air Afrique.
Na enkele moeizame jaren in 2003 en 2004 en een dreigend faillissement in 2005 werd de maatschappij overgenomen door Delta First Airlines, een joint venture van SN Brussels Airlines en CEANAINVEST.

## Diensten
Cameroon Airlines voert lijnvluchten uit naar:(zomer 2007)
- Abidjan, Bamako, Bangui, Brazzaville, Cotonou, Dakar, Douala, Dubai, Garoua, Johannesburg, Kinshasa, Lagos, Libreville, Malabo, Maroua, Ndjamena, Ngaoundéré, Parijs, Pointe Noire, Yaoundé.

## Vloot
De vloot van Cameroon Airlines bestaat uit:(november 2007)
- 1 Boeing B767-300(ER)
- 1 Boeing B757-200
- 1 Boeing B737-300